# Barbarano Romano
Barbarano Romano là một đô thị ở tỉnh Viterbo trong vùng Latium của Ý, có cự ly khoảng 50 km về phía tây bắc của Roma và khoảng 20 km về phía nam của Viterbo.
Barbarano Romano giáp các đô thị: Blera, Capranica, Vejano, Vetralla, Villa San Giovanni in Tuscia.